# Sedlec-Prčice
Sedlec-Prčice é uma cidade checa localizada na região da Boêmia Central, distrito de Příbram.